# ذبابة جار الماء
ذبابة جار الماء أو الحورِ أو ذباب الألدر أو ذباب الحور الرومي (الاسم العلمي: Sialidae)، فصيلة حشرات صغيرة الحجم قصيرة العمر من رتبة
شبكيات الأجنحة، يرقاتها مائية وتتنفس بخياشيم ريشيةٍ على جانبي شُدَف البطن
(كما في حوريات ذباب مايو)، وتفترس صغار الأحياء المائية، تعيش بجوار المستنقعات
حيث تكثر أشجار جار الماء (الحور)، تضع بيضها على الأعشاب.